# 1685 Toro
Az 1685 Toro (ideiglenes jelöléssel 1948 OA) egy földközeli kisbolygó. Carl Alvar Wirtanen fedezte fel 1948. július 17-én.